# 7. Internationale Sechstagefahrt

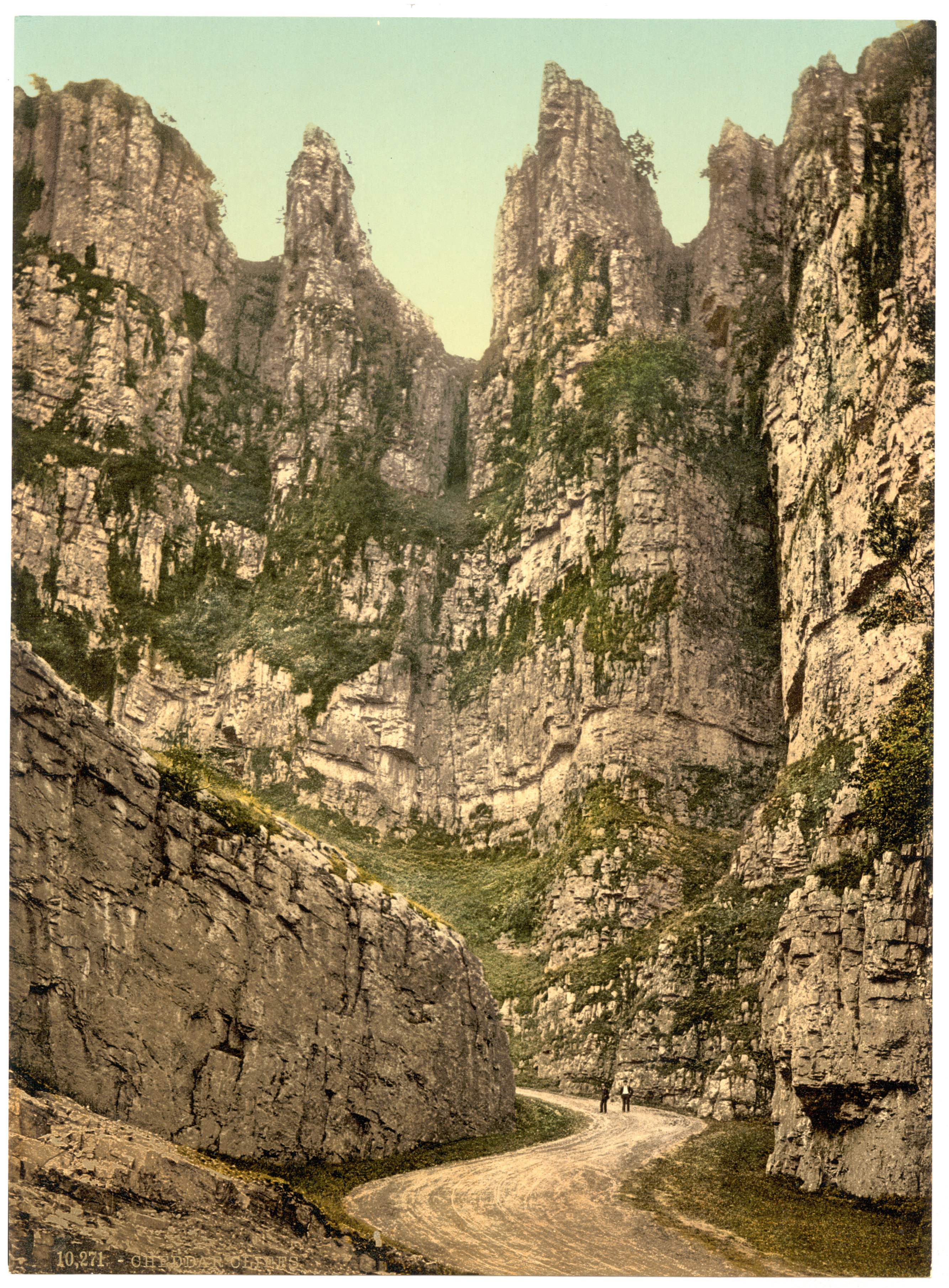
Am ersten Wettkampftag führte die Strecke durch das Cheddar Gorge.

Die 7. Internationale Sechstagefahrt fand vom 17. bis 22. August 1925 im Vereinigten Königreich statt.
Nachdem im Dezember des Vorjahres Deutschland Mitglied des Motorradweltverbandes FICM wurde, nahmen erstmals drei deutsche Mannschaften an der Internationalen Sechstagefahrt teil.
Die britische A-Mannschaft gewann die Trophy- und die Silbervasenwertung.

## Wettkampf
87 Fahrer waren eingeschrieben um die Strecke über 1738 Kilometer durch Südengland und Wales zurückzulegen. Zum Starterfeld gehörten 63 Briten sowie Fahrer aus Norwegen (3), den Niederlanden (7) und Australien (3). Von den 24 angemeldeten Deutschen gingen nur 11 an den Start. Am Start waren auch die drei Britinnen Marjorie Cottle, Edyth Foley und Louise Ball.
Bei der Abnahme der Motorräder entsprachen viele Maschinen der Deutschen nicht den Regeln und mussten entsprechend nachgerüstet werden.
Das Fahrerfeld war in zwei Gruppen geteilt. Zum einen starteten die Fahrer in den Nationalmannschaften für die Trophy- und Silbervasenwertung. Um die Trophy-Wertung starteten drei englische und ein deutsches Team. Bei der Silbervase-Wertung waren es drei englische, zwei deutsche und jeweils ein Team aus Norwegen, Australien und den Niederlanden. Für das niederländische Team starteten G. J. Hamer auf Raleigh, Chr. Kleysen auf B.S.A. und G. van Twist auf Brough Superior.
Eine zweite Gruppe war für die Fahrer von englischen Maschinen bestimmt. Hier war die Nationalität der Fahrer nicht entscheidend.
Da die Sechstagefahrt auch zur englischen Clubmeisterschaft zählte, nahmen allein elf Clubteams am Wettkampf teil.
Die Wettkampfstrecke war geprägt durch viele Auffahrten und Streckenabschnitte, bei denen ein Anhalten verboten war (Non-Stops).

### 1. Tag
Die Strecke am ersten Tag führte von Southampton über Salisbury, Shepton-Mallet, Axbridge, Shapwick nach Taunton. In Shepton-Mallet war die Mittagspause vorgesehen. Unter anderem war der Draycott Hill bei Cheddar auf der 322 Kilometer langen Strecke zu überwinden.
Durch einen Unfall von Hamer platzte die niederländische Silbervasenmannschaft bereits am ersten Tag. Der zweite Ausfall an diesem Tag betraf den Deutschen Baer auf Neander. Bei einem Zusammenstoß mit einem Auto brach seine Vorderradgabel. Damit war auch eine der deutschen Silbervasenmannschaften nicht mehr konkurrenzfähig.

### 2. Tag
Die 297 Kilometer lange Strecke am zweiten Tag führte durch Devon, von Taunton über Porlock, Simonsbath, Lynton nach South Molton (Mittag) und wieder zurück über Chulmleigh, Tiverton und Wellington. Die Strecke war sehr selektiv und führte über mehrere Hügel und Berge auf unbefestigten Straßen.
Die deutsche Trophy-Mannschaft platzte durch den Ausfall des Victoria-Fahrers Alfred Oberländer. Außerdem schieden die beiden Deutschen Tesch (Unfall) und Herzogenrath (undichter Benzintank) aus.  Beim niederländischen Team fielen die beiden verbliebenen Fahrer der Silbervasen-Mannschaft aus.

### 3. Tag
Am dritten Tage führte die 324 Kilometer lange Fahrstrecke von Taunton über Sicot, Gloucester, Ross-on-Wye (Mittagspause), Abergavenny, Aberdare nach Swansea.

### 4. Tag
Am vierten Tag führte die 309 Kilometer lange Strecke durch Wales von Swansea über Carmarthen, Aberayron, Devil’s Bridge (Mittag), Lampeter, Builth nach Llandrindod Wells.

### 5. Tag
Am vorletzten Tag führte die 333 Kilometer lange Fahrstrecke von Llandrindod Wells über Rhayader, Llandloes, Llangower, Newton (Mittag), Hereford und Tewkesbury nach Cheltenham.
Bei der norwegischen Silbervasenmannschaft schied das Gespannteam nach Reifenpannen aus.

### 6. Tag
Am letzten Tag führte die 153 Kilometer lange Strecke von Cheltenham über Abingdon, Dorchester, Maidenhead, Windsor zur Rennstrecke Brooklands. Auf der Rennstrecke wurden zum Abschluss eine Geschwindigkeitsprüfung über eine Zeit von 100 Minuten durchgeführt. Je nach Hubraum mussten zwischen 18 und 30 Runden gefahren werden. Edyth Foley schied dabei wegen Motorschadens aus.
Am Ende des 6. Tages wurden noch 57 Fahrer gewertet.

## Endergebnisse

### Trophy
| Platz | Team                                  | Punkte |
| ----- | ------------------------------------- | ------ |
| 1.    | Vereinigtes Königreich (A-Mannschaft) | 895    |
| 2.    | Vereinigtes Königreich (C-Mannschaft) | 886    |
| 3.    | Vereinigtes Königreich (B-Mannschaft) | 856    |
| 4.    | Deutsches Reich                       | 557    |

### Silbervase
| Platz | Team                                  | Punkte |
| ----- | ------------------------------------- | ------ |
| 1.    | Vereinigtes Königreich (A-Mannschaft) | 895    |
| 2.    | Vereinigtes Königreich (C-Mannschaft) | 886    |
| 3.    | Australien                            | 876    |
| 4.    | Vereinigtes Königreich (B-Mannschaft) | 856    |

Zu den 30 Goldmedaillengewinnern gehörten auch die beiden Frauen Marjorie Cottle und Louise Ball. 13 Fahrer erhielten eine Silber- und 3 eine Bronzemedaille.
Die Markenwertung gewann A.J.S.-James vor Steven & Co.
Die Club-Wertung gewann das East-Midland-Centre-Team bestehend aus Leonard Crisp (Humber), L. E. Rollason (Ariel)  und W. A. Carr (Morgan).